# دوکسورابیسین
دوکسورابیسین (به انگلیسی: Doxorubicin)
رده درمانی:داروهای درمان نئوپلاسم.
اشکال دارویی: آمپول

## موارد مصرف
کاربرد اصلی این دارو شیمی درمانی سرطان‌های مختلف مانند بدخیمی‌های خونی، کارسینوما و سارکوم بافت نرم است.

## عملکرد
دوکسورابیسین یک آنتی‌بیوتیک مؤثر در درمان سرطان از گروه آنتراسیکلینها می‌باشد.

## عوارض جانبی
اصولاً داروهای شیمی درمانی پرعارضه اند و عارضه اصلی این دارو عوارض قلبی است.